# Amersfoortsestraat 15 (Soesterberg)
Soesterbergsestraat 15 is een gemeentelijk monument tussen Soesterberg en Amersfoort in de provincie Utrecht.
Het lasbedrijf Interlas liet tussen 1959 en 1973 meerdere bedrijfshallen plaatsen op het terrein.
De symmetrische voorgevel heeft een deur in het midden. De vensters hebben een roedenverdeling. De vensters op de eerste verdieping zijn iets kleiner dan die naast de entree. Links van het gebouw staat een uitbouw met balustrade.